# Colibrí maragda de Panamà
El colibrí maragda de Panamà (Chlorostilbon assimilis) és una espècie d'ocell de la família dels troquílids (Trochilidae) que habita zones forestals del sud-oest de Costa Rica i Panamà.